# Zoborožec klínoocasý
Zoborožec klínoocasý (Ocyceros birostris) je druh zoborožce, který se běžně vyskytuje na Indickém subkontinentu.  

## Systematika
Zoborožce klínoocasého formálně popsal v roce 1786 italský přírodovědec Giovanni Antonio Scopoli. Druhové jméno birostris pochází z latinského bi- („dva“) a -rostris („zobý“). Druh se řadí do rodu Ocyceros; jedná se o monotypický taxon.

## Výskyt
Areál rozšíření zoborožce klínoocasého pokrývá většinu Indie s výjimkou severovýchodní části a Himálájí, dále severovýchodní Pákistán, jižní Nepál a severozápadní Bangladéš. Vzhledem ke geograficky rozsáhlému areálu rozšíření druh obývá širokou škálu habitatů od suchých opadavých lesů přes savany až po městské zahrady a parky. Vykazuje vysokou adaptaci na městské prostředí a jedná se dokonce o jeden z nejběžnějších druhů indických zoborožců. Typicky se vyskytuje do cirka 600 m n. m., v himálajském předhůří může vystoupat až do 1400 m n. m.

## Popis

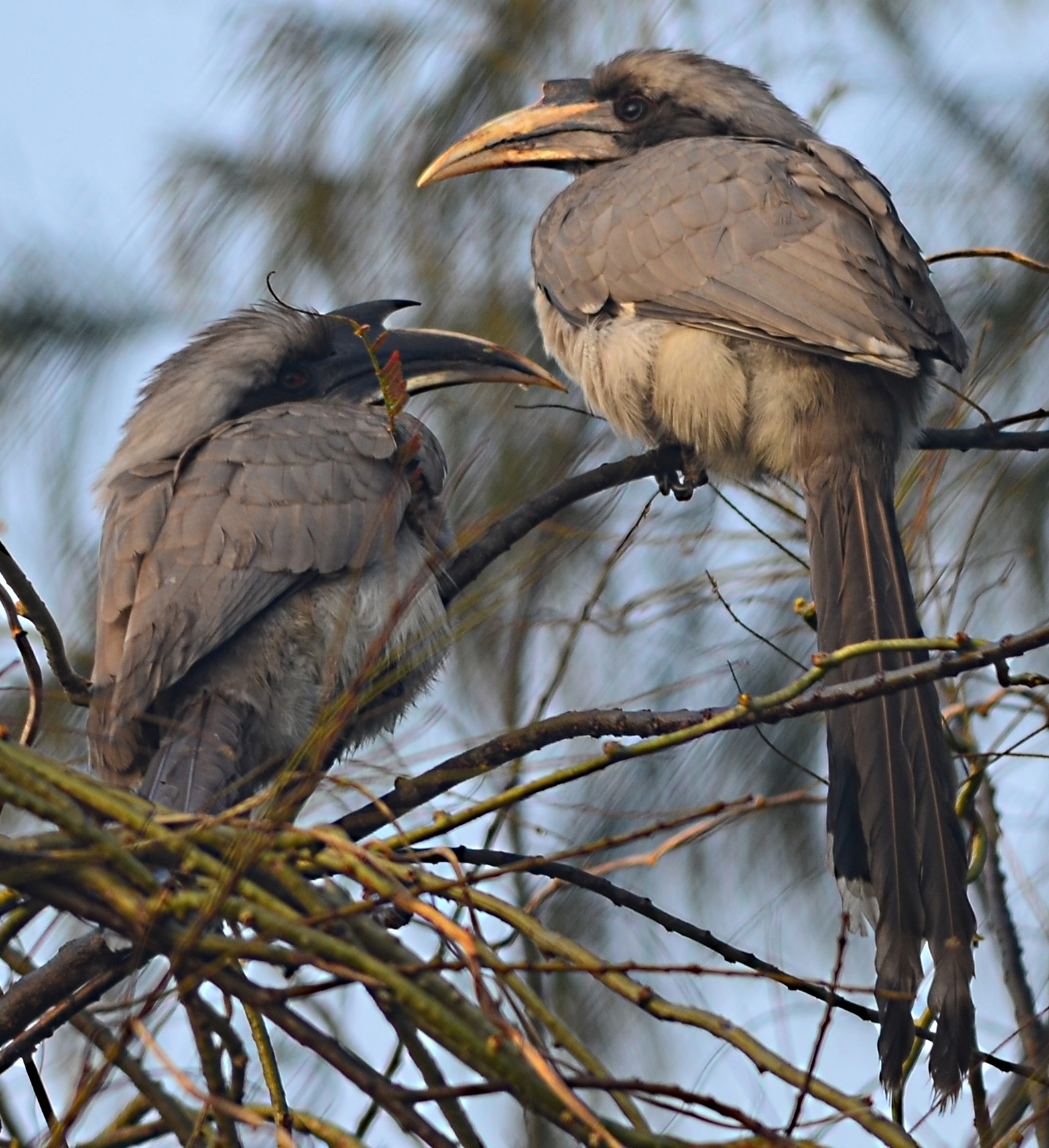
Samec (vlevo) a samice, kterou lze poznat podle méně vyčnívajícímu konci přilbice

S výškou kolem 50 cm se jedná o jednoho z menšího zoborožců. Svrchní část těla je šedá, tváře jsou tmavě šedé. Křídla jsou šedá, ruční i loketní letky (s výjimkou pěti vnitřních loketních letek) mají bílé konečky. Ocas je šedý, zakončen bílým pruhem, kterému bezprostředně předchází tmavě šedý pruh. Zobák s přilbicí jsou tmavě hnědé, zobák má žlutý koneček. Přilbice na konci u samce mírně vyčnívá. Duhovky jsou červenohnědé až oranžové, nohy šedohnědé. Samice jsou o něco menší než samci s méně přečnívající přilbicí, jejich duhovky jsou hnědé.

## Biologie
Vyskytuje se typicky v páru nebo menších hejnech o 5–6 jedincích, výjimečně i ve větších hejnech o 30 zoborožcích. Jedná se o stálý druh, avšak může podnikat místní přelety při honbě za potravou. Živí se převážně ovocem, zvláště fíky. Může se krmit i na tevécii Cascabela thevetia, která je pro řadu jiných obratlovců toxická. Potravu doplňuje živočišnou stravou jako je hlavně hmyz, avšak může sezobnout i plaza, hlodavce nebo ptačí mládě. Krmí se hlavně ve stromovém baldachýnu, občas i na zemi.

### Hnízdění
Ve Východním Ghátu k zahnízdění dochází od prosince do dubna. Hnízdí v dutinách stromů poblíž řek a vodních ploch. Samice se zazdívá na hnízdě s pomocí trusu, bláta a stromové kůry a ponechává jen otvor pro příjem potravy, kterou ji samec donáší v následujících týdnech. Samice snáší 2–5 vajec, která inkubuje po 21 dní. Kolem 1–4 týdnů po vyklubání ptáčat samice probourá v zídce otvor a opouští hnízdo. Ptáčata si opraví zídku a nadále zůstávají na hnízdě až do věku nejméně 45 dní. Samice pomáhá samci mláďata vykrmovat, dokud se ptáčata nerozletí z hnízda pryč. Průměrná doba zazdění samice na hnízdě je kolem 66 dní.

## Ohrožení a početnost
Mezinárodní svaz ochrany přírody (IUCN) považuje zoborožce indického za málo dotčený druh se stabilní populací. Globální početnost sice nebyla kvantifikována, avšak druh je místně popisován jako běžný. Hlavní ohrožení zoborožce klínoocasého představuje ztráta přirozeného prostředí.